# Bålamöllan
Bålamöllan är en vattenkvarn invid Rönne å strax söder om Stockamöllan i Skåne. Kvarnen, som på sin tid var Skånes största vattendrivna mjölkvarn, är belagd från början av 1600-talet  men kan ha medeltida rötter. Driften lades ner 1905 men byggnaden och inredningen finns kvar.

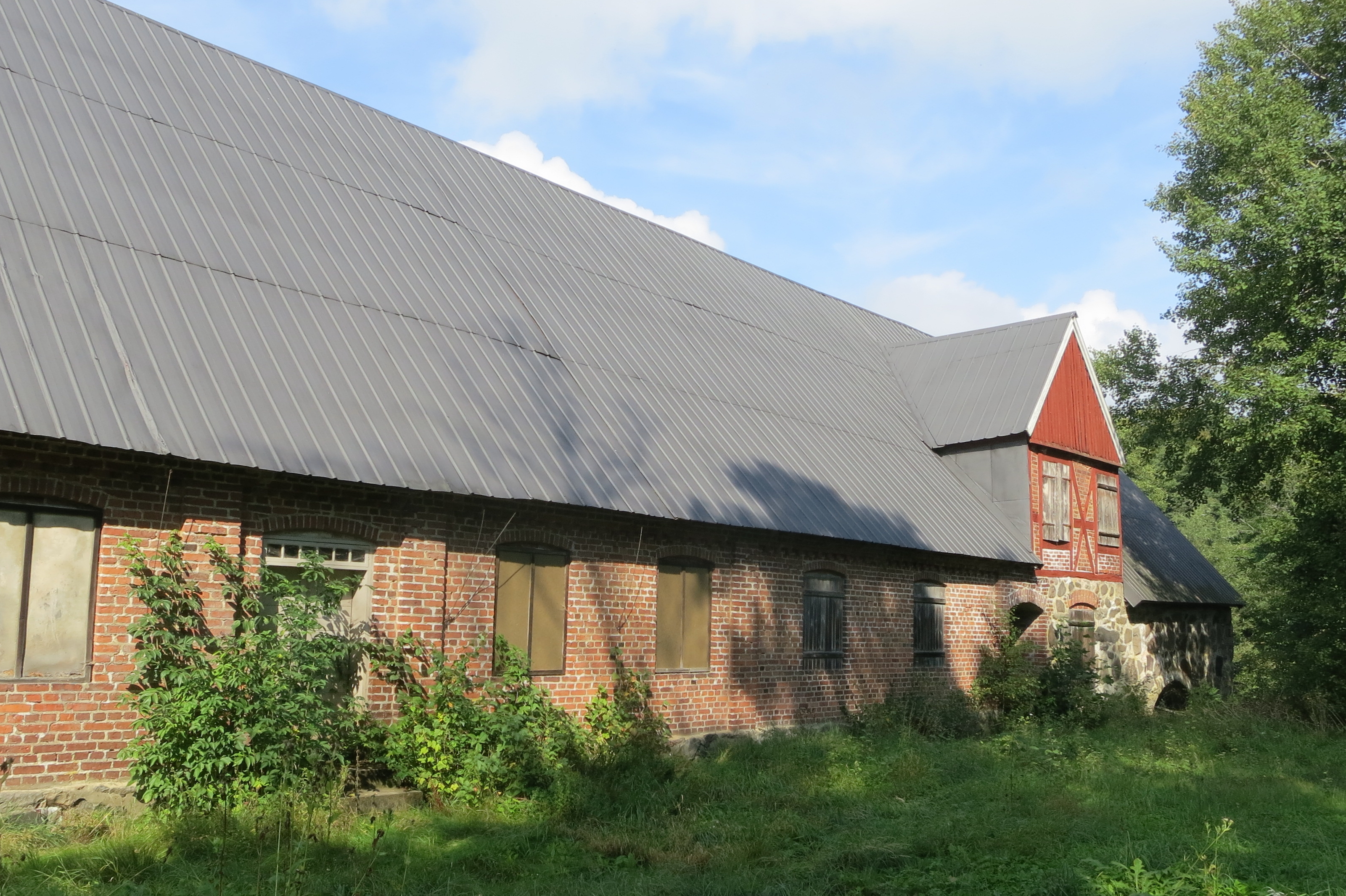
Bålamöllan.

I slutet av 1600-talet tillhörde kvarnen 
Rönneholms gods men var utarrenderad och på 1820-talet överfördes den till Gustavslunds gård som ligger strax väster om kvarnplatsen. Namnet Bålamöllan kan bero på att byggnaden från början var i trä, det vill säga byggd i båle eller skiftesverk, men kan också bero på att det var en sågkvarn.
Kvarnen består idag av själva kvarndelen, en väl tilltagen boningsdel och ett stall. Den har  tre underfallshjul och har kunnat mala mjöl i industriell skala. Efter att den kommersiella driften upphörde år 1905 fortsatte kvarnen som husbehovskvarn i ytterligare ett tiotal år. Bålamöllan är byggnadsminne sedan 2003.
Bålamöllan har tre underfallshjul och fem par kvarnstenar. Den äldsta delen av kvarnen är uppförd i gråsten med inmurade kvaderstenar i sandsten och har två vattenhjul. Den norra väggen, som är i korsvirke, har troligen byggts vid ett senare tillfälle. Det tredje kvarnhjulet och ett par kvarnstenar finns i stallet, som tillsammans med bostadsdelen, uppfördes år 1866 i rött tegel. Här fanns bostad för mjölnardrängen och möllesvennen samt kontor och väntrum för långväga kunder. I slutet av 1800-talet drevs också en slags värdshusrörelse i kvarnbyggnaden. Arrendatorn Anders Svensson köpte kvarnen kort efter förra sekelskiftet och sålde den några år senare till 
Klippans pappersbruk som ville  kontrollera vattenflödet i Rönne å. Kvarnen har i stort sett stått orörd sedan den togs ur drift, men  på 1970-talet täcktes det befintliga spåntaket med plåt. Maskineriet är intakt och i gott skick. År 2019 fogades tegelbyggnaden om och en del balkar byttes ut.